# Elecciones federales de Alemania de 1919
Las elecciones federales de Alemania de 1919 tuvieron lugar el domingo 19 de enero del mencionado año con el objetivo de elegir los 423 escaños de una Asamblea Nacional a cargo de redactar una nueva constitución, tras el final de la Primera Guerra Mundial. Fueron las primeras elecciones en el territorio del colapsado Imperio alemán en las que se aplicó el sufragio universal y, en definitiva, las primeras elecciones completamente libres en la historia de Alemania. Las elecciones fueron convocadas por el Gobierno alemán en funciones, presidido por Friedrich Ebert, del SPD, partido que había ganado las últimas elecciones monárquicas, las de 1912. El sistema electoral empleado en las elecciones fue un estricto escrutinio de representación proporcional por listas, en reemplazo del antiguo sistema de uninominal empleado durante el régimen imperial, que facilitaba una masiva manipulación arbitraria de circunscripciones en favor de los distritos rurales conservadores. La Asamblea Nacional electa en los comicios se encargaría de redactar una nueva constitución que convertiría al país en una república semipresidencialista, dando inicio el período histórico conocido como República de Weimar (1919-1933).
El Partido Socialdemócrata de Alemania (SPD) consiguió un amplio triunfo con el 37.86% de los votos y 163 escaños, garantizándose no solo la mayoría simple en el legislativo, sino además la distinción de ser el único partido en obtener por sí solo un tercio de las bancas, lo que le daba una preeminencia inobjetable en la sanción de la nueva constitución. El 2 de febrero, se realizaría una elección parcial para cubrir 2 escaños que representarían a las tropas estacionadas en el Frente Oriental. El SPD obtuvo una aplastante victoria con el 60.04% de los votos y se quedó con ambas bancas, aumentando su primera minoría a 165 escaños. En segundo lugar quedó el Partido de Centro (DZP o Zentrum) con el 19.67% y 91 escaños, conservando intacta su representación del último Reichstag Imperial, electo en 1912. El Partido Democrático Alemán (DDP), fundado unos meses atrás, obtuvo el 18.56% de los sufragios y 75 escaños. La derecha monarquista sufrió una estrepitosa derrota: sus dos principales formaciones recientemente fundadas, el Partido Nacional del Pueblo Alemán (DVNP) y el Partido Popular Alemán (DVP) quedaron en cuarto y sexto lugar respectivamente, con el DVNP recibiendo el 10.27% y 44 escaños, y el DVP el 4.43% y 19 escaños. A la extrema izquierda espartaquista no le fue mejor, y su formación, el Partido Socialdemócrata Independiente de Alemania (USPD) logró solo el 7.62% y 22 escaños. Los demás partidos no superaron el millón de votos y los 7 escaños restantes se distribuyeron entre distintas fuerzas regionales y menores. La participación fue del 83.02% del electorado registrado, algo más baja que en la elección anterior, aunque en realidad, debido a la instauración del voto femenino y la reducción de edad para sufragar, el padrón registrado y, por lo tanto, la cantidad de votantes, prácticamente se triplicó con respecto a 1912.
Los comicios dieron una abrumadora victoria a los partidos favorables a mantener la democracia liberal como forma de gobierno (el SPD de centroizquierda, el Zentrum de centroderecha católica y el DDP liberal), logrando un 76.09% de los votos juntos y ocupando más de tres cuartos de los escaños parlamentarios, pudiendo formar un frente postelectoral conocido como Coalición de Weimar, que formaría el nuevo gobierno y sancionaría la nueva constitución. El 4 de febrero, el socialdemócrata Friedrich Ebert, hasta entonces jefe de gobierno interino, fue elegido Reichpräsident (Presidente Imperial) y el 13 de febrero, Philipp Scheidemann, también del SPD, asumió como Ministro-Presidente, aunque meses más tarde el cargo sería renombrado a Canciller Imperial de Alemania.
Tras la ronda de consultas celebrada por el jefe del Estado alemán, Friedrich Ebert, se pudo formar un Gobierno de coalición del SPD con el DDP, y fue investido Philipp Scheidemann como nuevo presidente del Gobierno de Alemania. Tras la dimisión de Scheidemann, se formó un nuevo Gobierno de coalición SPD-DDP, bajo la presidencia de Gustav Bauer. Una nueva dimisión, esta vez de Bauer, como presidente del Gobierno, dio paso al Gobierno de Hermann Müller, apoyado parlamentariamente por el SPD y el DDP. Ante la ruptura del pacto de Gobierno entre el SPD y el DDP, el presidente del Gobierno, Hermann Müller, disolvió el Reichstag y convocó elecciones anticipadas en junio de 1920.

## Antecedentes
Después de la derrota en la Primera Guerra Mundial y el final de la monarquía, el futuro político en Alemania inicialmente no estaba claro. El Consejo de Diputados del Pueblo, presidido por Friedrich Ebert quiso dejar la decisión sobre la futura constitución y la forma de estado de una Asamblea Nacional Constituyente democráticamente electa. El ala más izquierdista del USPD y la Liga Espartaquista rechazaron de plano esta idea. Esta última era favorable a establecer un sistema soviético emulando el sistema ruso. La decisión de una fecha de los hipotéticos comicios suscitó una fuerte polémica entre los proponentes de una Asamblea Nacional. El SPD defendió la idea de celebrar elecciones lo antes posible, entre otras cosas, para legitimar democráticamente al gobierno. El USPD, sin embargo, exigió una fecha de elección mucho más tardía, con el evidente objetivo de haber tomado muchas decisiones básicas para entonces. Esto se refería, por ejemplo, a la socialización de la economía o la democratización de la función pública.
El tema de la Asamblea Nacional fue un importante punto de discusión en el primer Congreso del Consejo Imperial, que tuvo lugar del 16 de diciembre al 18 de diciembre de 1918. La mayoría de los 490 participantes votantes estaban cerca del SPD. Un gobierno soviético puro fue rechazado por el Congreso. Por una gran mayoría, la reunión llegó a pronunciarse a favor de una fecha temprana para la elección a la Asamblea Nacional, el 19 de enero de 1919. El Consejo de Diputados del Pueblo había propuesto que fuera el 16 de febrero. Sin embargo, para entonces este órgano ya había cedido la mayor parte de su propio poder, y finalmente la situación dio un viraje favorable a la democracia parlamentaria.
Como resultado, la fuerte represión de los disturbios navideños en Berlín llevó a la retirada del USPD del Consejo de Representantes del Pueblo. El 31 de diciembre de 1918, se fundó el Partido Comunista de Alemania (KPD). El 5 de enero, comenzó el llamado Levantamiento Espartaquista, que fue aplastado por las fuerzas gubernamentales desde el 11 de enero. En el proceso, los líderes comunistas Karl Liebknecht y Rosa Luxemburgo fueron asesinados. En Bremen, se formó un gobierno soviético, que fue aplastado por tropas gubernamentales. En el área del Rin, el movimiento de socialización exigió cambios fundamentales en la estructura económica.

## Sistema electoral
El 30 de noviembre de 1918, se aprobó el nuevo Código Electoral. Por primera vez en todo el territorio imperial se aplicaría el sufragio universal, directo, y secreto. Esto otorgó el derecho a voto a una masiva cantidad de ciudadanos alemanes, hasta entonces marginados de la vida política, como las mujeres y los soldados (incluyendo aquellos que todavía se encontraban en Rusia, que contarían con 2 diputados de representación). La edad para votar fue reducida también, de 25 en 1912 a 20 en 1919. Esto generó, obviamente, que el electorado alemán se triplicara con respecto a la anterior elección. De 13.352.900 votantes registrados en 1912, en esta ocasión habría 36.766.500.
Además de la enorme inclusión de votantes, el sistema electoral empleado se reformó por completo. Hasta 1912, se había utilizado un sistema de escrutinio mayoritario uninominal defectuoso con una fuerte manipulación distrital en favor de distritos rurales despoblados y conservadores que favorecían al régimen imperial, lo que generaba una enorme disparidad entre la cantidad de votos recibidos por un partido y su número de escaños. En efecto, mientras que el Partido Socialdemócrata fue el más votado en todas las elecciones desde 1890, recién en 1912 logró ser la facción más grande del Reichstag. Para las elecciones venideras, se resolvió aplicar un sistema de representación proporcional por listas, con el país dividido en 38 grandes circunscripciones electorales.
De las 38 circunscripciones, 37 disputarían esta elección debido a la ocupación de Alsacia-Lorena, que luego sería anexada por Francia, y una enorme parte de la Posen, bajo control polaco debido al levantamiento nacionalista que estaba teniendo lugar (y que finalizaría con la creación de la Segunda República Polaca). Una pequeña parte de Posen, sin embargo, sí disputó las elecciones. Aunque el gobierno austríaco era favorable a una unificación con Alemania, no realizó elecciones para enviar diputados a la Asamblea Nacional.
A pesar de que el escrutinio proporcional permitía, en términos simples, que cada partido recibiera un porcentaje de escaños similar al de su voto total a nivel nacional (en las elecciones de 1919, 150.000 votos valían un diputado), las divisiones políticas profundas del país generaron que en última instancia el período posterior se caracterizara por una notoria falta de gobernabilidad ante las bajas posibilidades de que cualquiera de los espectros políticos representados (entre demócratas, comunistas, y monarquistas, con el agravante de las divisiones internas entre izquierda y derecha entre ellos) lograra formar gobierno. La debilidad del régimen contribuiría al colapso de la democracia parlamentaria en la década de 1930 y al fortalecimiento del nazismo, con su consecuente llegada al poder en 1933.

## Campaña

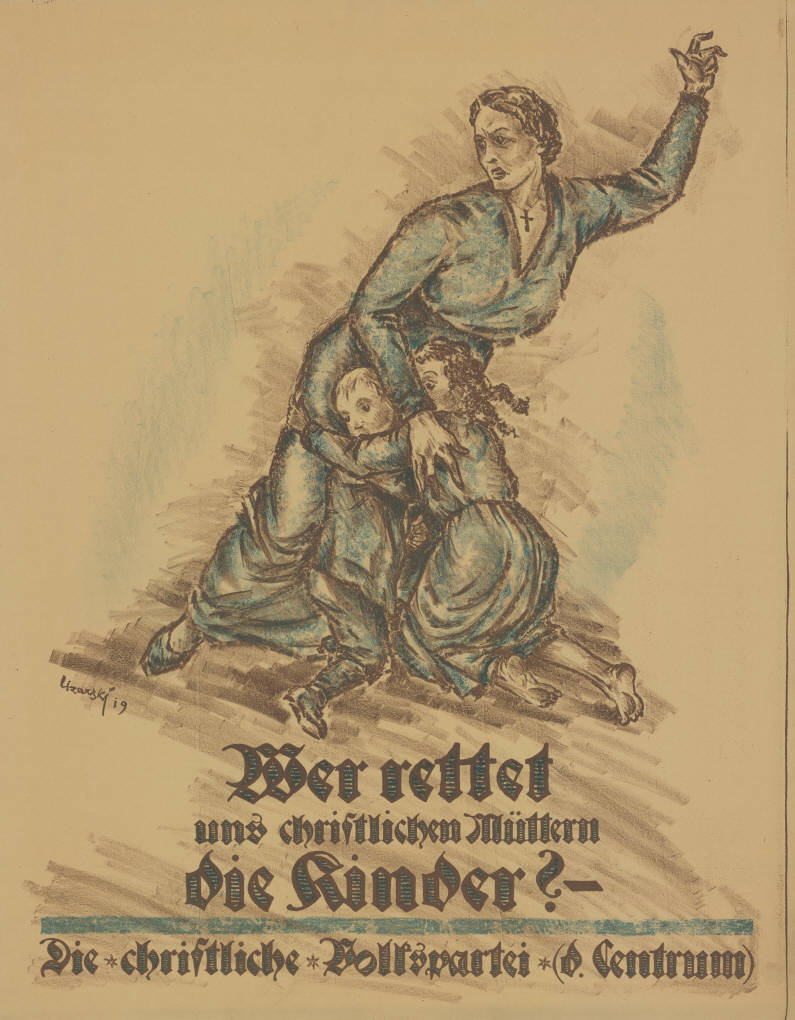
Cartel del Zentrum. En alemán: "¿Quién salvará a nuestros hijos sino sus madres cristianas?".

Desde el principio de la campaña electoral, incluso antes, quedó evidenciado que el SPD y el USPD competían entre sí. Aunque Liebknecht y Luxemburgo habían votado a favor de la participación del KPD en las elecciones, la mayoría de los delegados en la reunión inaugural se negaron a concurrir, por lo que estas fueron las únicas elecciones de la República de Weimar en las cuales el KPD no participó. El USPD logró captar al que posteriormente sería una gran parte de su electorado.
Dentro del Partido de Centro (Zentrum) católico, había un ala conservadora que rechazaba de plano la revolución. Sin embargo, tenía también un ala centroizquierdista, principalmente representada por Matthias Erzberger, que defendía la democracia liberal y el sistema republicano. El partido también discutió internamente la cuestión de si debían seguir siendo un partido católico o transformarse en un partido cristiano, no denominacional. En última instancia, se mantuvo en el statu quo de un partido católico. Una indicación de esta discusión es que el partido fue oficialmente llamado el Partido Popular Cristiano (CVP) en esta elección. Desde un punto de vista social, el partido representó a grandes partes de la Alemania católica, desde los trabajadores, la clase media y la antigua nobleza. El clero también jugó un papel importante. El partido hizo campaña cerrándose al exterior y centrándose simplemente en criticar a los socialdemócratas, considerando que realizaban acciones antieclesiásticas y buscaban una Kulturkampf (Lucha Cultural). Las políticas del Ministro de Cultura, el prusiano Adolf Hoffmann jugaron un papel importante como el epicentro de las críticas del centrismo.

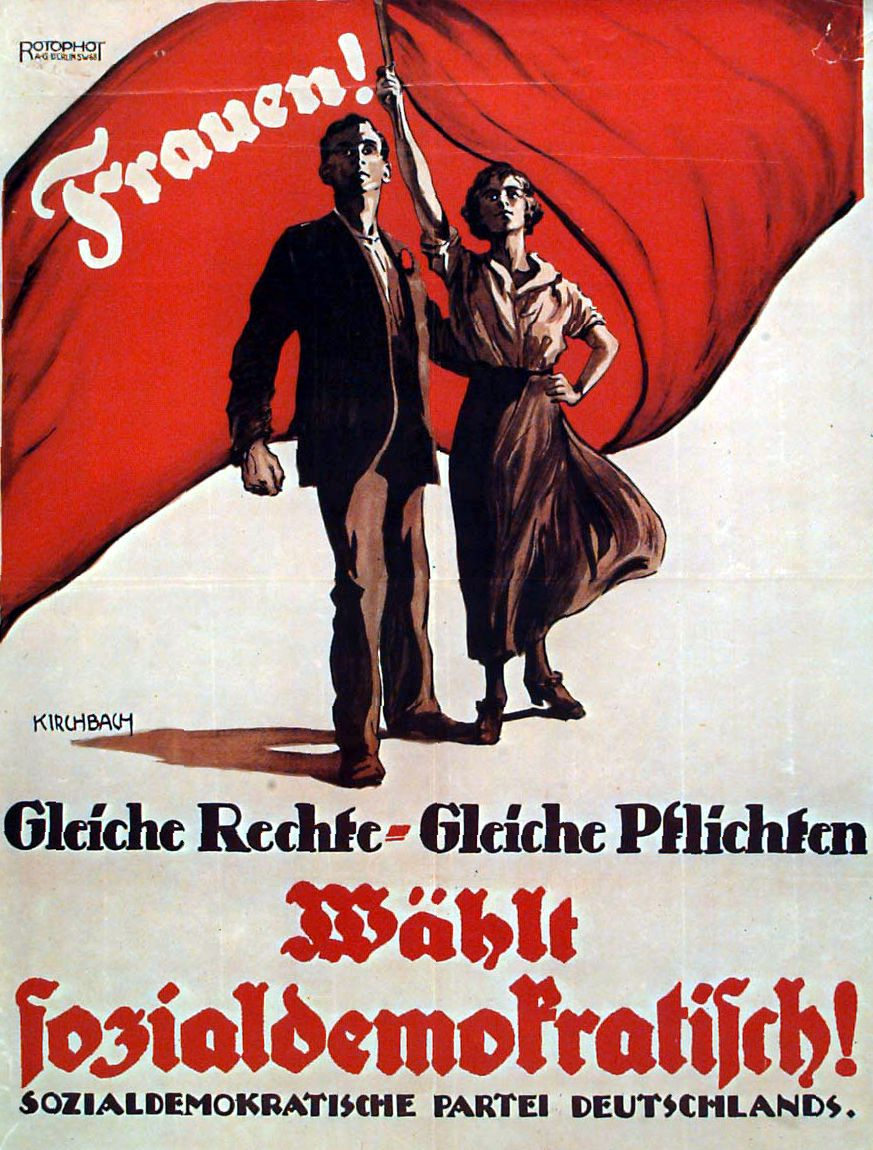
Afiche del SPD en favor del sufragio femenino.

Sin embargo, el CVP no logró monopolizar por sí solo el voto católico a nivel nacional, en gran medida debido a sus crisis y discusiones internas. El Partido Popular de Baviera (BVP), escindido del Zentrum el 12 de noviembre de 1918, centró su campaña en el regionalismo bávaro y en la defensa de los valores federales, además de manifestar un fuerte sentimiento antisocialista y antiprusiano. Esencialmente dentro del campo conservador, hubo tendencias para reorganizar los partidos políticos después de la Revolución y de cara a las elecciones. La llegada del BVP y el breve renombramiento del Zentrum marcaron una costumbre de los partidos derechistas importantes en Alemania de denominarse "Partido Popular" para diferenciarse de los socialistas y comunistas, y simultáneamente alejarse del conservadurismo imperial y autoritario.
El Partido Democrático Alemán (DDP) fue fundado en noviembre de 1918. Acogía con satisfacción el fin del Imperio y el establecimiento de una república democrática. Rechazando diametralmente cualquier dictadura de izquierda o derecha, se pronunció a favor de un estado democrático, y promovía reformas sociales y económicas. Centró su campaña en prometer la socialización de las partes estructuradas monopolísticas de la economía. Sus partidarios incluían trabajadores liberales, miembros de la clase media vieja y nueva, así como partes de la clase burguesa. La mayoría eran principalmente del difunto Partido Popular Progresista de izquierda liberal y de partes más pequeñas del Partido Nacional Liberal. Aunque tenía secciones favorables al liberalismo económico, en general se considera que su plataforma era cercana a la centroizquierda.
Un verdadero legado para el Partido Liberal Nacional llegó en diciembre de 1918 con la fundación del Partido Popular Alemán (DVP). Esta continuidad fue encarnada por Gustav Stresemann. El partido estaba claramente a la derecha del DDP y enfatizó su posición nacionalista. Una parte considerable de sus miembros y seguidores añoraban la continuidad del Imperio. Especialmente los trabajadores por cuenta propia, los comerciantes, así como los industriales contribuyeron al partido. Rechazaba  estrictamente cualquier forma de socialismo o socialización y, se veía así mismo como defensor de la propiedad privada. También hizo campaña por los intereses de la agricultura. Para el partido demostró ser ventajoso el apoyo financiero de la industria pesada.
El Partido Nacional del Pueblo Alemán (DNVP), que se fundó a fines de noviembre, se mantuvo en la tradición del Partido de la Patria Alemana, los Conservadores y el Partido Conservador Libre del período imperial. Además de los conservadores tradicionales, también existían pangermanistas, social cristianos y antisemitas en sus filas. Entre sus partidarios también estaban la clase media, los funcionarios públicos y los trabajadores educados, pero también los que tenían una mentalidad nacionalista, y estaban fuertemente representados. Su claro enfoque regional fue marcado en las áreas protestantes prusianas al este del Elba. El partido rechazó la revolución y buscó la restauración de la monarquía, aunque públicamente declaró que sería en el marco de una monarquía parlamentaria, con el emperador como figura ceremonial.
Para estas elecciones, el empresario liberal Carl Friedrich von Siemens fundó y lideró el Consejo de Administración para la Reconstrucción de la Vida Económica Alemana, que donó 4,8 millones de marcos para financiar la campaña electoral. De estos, el DDP recibió 1 millón y el DVP y el DNVP, 500.000 cada uno.  El objetivo era enviar "hombres de vida económica" al Parlamento, que deberían actuar allí en interés de la economía.

## Resultados

### General

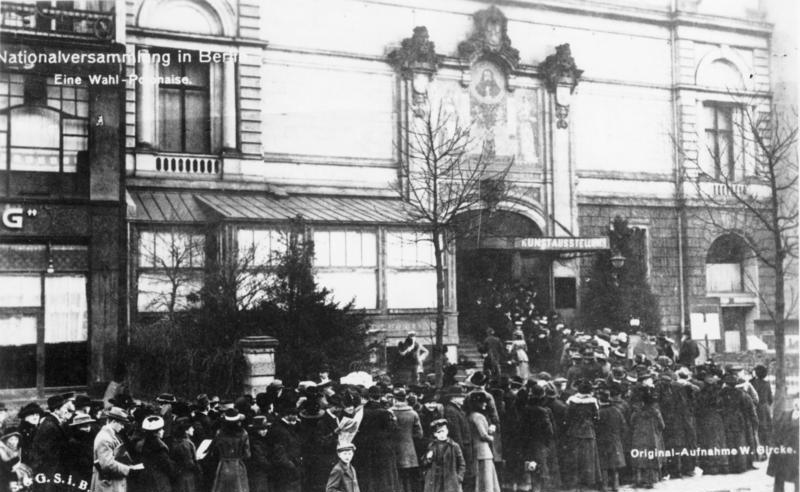
Votantes haciendo fila en una mesa electoral en Berlín.

De los 36.766.500 votantes registrados, votó el 83.02%. Por lo tanto, la participación fue ligeramente inferior al de la elección al Reichstag de 1912, que fue del 84.90%. Debido a la enorme cantidad de personas beneficiadas de la ampliación del derecho a voto, sin embargo, el número de sufragantes de facto aumentó considerablemente, por lo que fueron emitidos alrededor de 20 millones de votos más que en 1912, representando un aumento del 167%.
El SPD fue, por mucho, la fuerza más votada con un 37.86% del voto popular. El USPD recibió el 7.62%, una proporción de voto significativamente menor. Juntos, el bloque izquierdista era ahora el espectro político más fuerte del país. Sin embargo, ni siquiera juntos superaban la mayoría absoluta, lo cual bloqueó muchas de las reformas que se tenían planeadas.
Por su parte, el DDP logró un gran éxito en su primer desafío electoral, posicionándose tercero con el 18.56%. En comparación con el Partido Popular Progresista en 1912, esto significó un aumento del 6.20%. Juntos, el BVP y el Centro obtuvieron un 19.67%, en comparación con el resultado del Centro de 1912, con un 3.3% más de votos. El DNVP llegó al 10.27%, un resultado mucho peor que sus predecesores, incluidas las fuerzas agrarias y antisemitas. Juntas habían llegado al 15.1% en 1912. La crisis de los liberales de derecha fue particularmente notoria. Si el Partido Liberal Nacional había llegado al 13.62% en 1912, el Partido Popular Alemán solo logró ganar un 4.43%.
|  | 37.86 % |

|  | 38.72 % |

|  | 19.67 % |

|  | 21.62 % |

|  | 18.56 % |

|  | 17.81 % |

|  | 10.27 % |

|  | 10.45 % |

|  | 7.62 % |

|  | 5.23 % |

|  | 4.43 % |

|  | 4.51 % |

|  | 0.91 % |

|  | 0.95 % |

|  | 0.25 % |

|  | 0.24 % |

|  | 0.19 % |

|  | 0.24 % |

|  | 0.19 % |

|  | 0.24 % |

|  | 0.04 % |

|  | 0.00 % |

|  | 0.01 % |

|  | 0.00 % |

|  | 0.00 % |

|  | 0.00 % |

|  | 0.00 % |

|  | 0.00 % |

|  | 0.00 % |

|  | 0.00 % |

|  | 0.00 % |

|  | 0.00 % |

|  | 0.00 % |

|  | 0.00 % |

|  | 0.00 % |

|  | 0.00 % |

|  | 99.59 % |

|  | 0.41 % |

|  | 100.00 % |

|  | 99.53 % |

|  | 83.02 % |

El 2 de febrero de 1919, se realizó una elección parcial en el Frente Oriental para que los soldados estacionados en la zona votaran por dos diputados que los representarían en el legislativo electo. El SPD obtuvo un arrollador resultado con el 60.04% de los votos, y el USPD quedó segundo con el 14.96%, por lo que las fuerzas de izquierda recibieron exactamente tres cuartos de los votos (75%) entre los militares aún presentes en la Rusia soviética. La totalidad de los 13.388 soldados registrados votaron.
|  | 60.04 % |

|  | 100.00 % |

|  | 14.96 % |

|  | 0.00 % |

|  | 12.93 % |

|  | 0.00 % |

|  | 10.69 % |

|  | 0.00 % |

|  | 0.57 % |

|  | 0.00 % |

|  | 0.48 % |

|  | 0.00 % |

|  | 0.33 % |

|  | 0.00 % |

|  | 97.09 % |

|  | 2.91 % |

|  | 100.00 % |

|  | 0.47 % |

|  | 100.00 % |

## Análisis
La nueva ley electoral significó que la mayoría de los votantes (alrededor del 50%) eran votantes nuevos. Además, la población electoral se había rejuvenecido. Las consecuencias no se pueden determinar con exactitud, pero se puede suponer que los votantes más jóvenes tendían más a los partidos radicales. Sin embargo, una proporción significativa de votantes mujeres tendieron a votar por partidos cristianos o más conservadores. Al menos en la elección a la Asamblea Nacional tuvo el sufragio de las mujeres, por lo tanto, consecuencias políticas significativas. En elecciones posteriores, cuando las mujeres tomaron parte con menor frecuencia que los hombres, en 1919 el derecho al voto fue utilizado aproximadamente por ambos sexos. Ante la enorme cantidad de mujeres que optaron por partidos conservadores, la lucha del SPD por el sufragio femenino resultó en un fracaso electoral, pues apenas pudo beneficiarse de él. Esto demuestra la evaluación de los distritos electorales en los que los votos se hicieron por separado según el género. En Colonia, por ejemplo, el SPD recibió el 46% del voto masculino, pero solo el 32.2% de las mujeres votó por los socialdemócratas. En las regiones católicas, las mujeres votaron por encima del promedio para uno de los partidos católicos. En las áreas predominantemente protestantes, el DDP y el DNVP se beneficiaron del sufragio femenino.
Cabe destacar que el SPD tuvo su mayor crecimiento en los territorios rurales del este de Elba. El partido logró conquistar a los trabajadores agrícolas. Sin embargo, perdió este grupo de votantes en las siguientes elecciones nuevamente. El USPD tenía algunos baluartes principalmente en el norte y centro de Alemania. En Leipzig y Merseburg, el partido fue incluso más fuerte que el SPD. Los partidos católicos debían sus ganancias a la campaña anticristiana de Adolfo Hoffmann. Esto llevó a los votantes católicos y especialmente a las mujeres católicas a ponerse detrás del Zentrum y del BVP. El DNVP también se benefició de la política de Hoffmann, ya que aseguró que los creyentes protestantes permanecieran en el campo conservador. El mal desempeño del DVP tuvo varias razones. Por un lado, después de la fundación tardía del partido, faltaba una organización que funcionara. Pero también tuvo que ver con el hecho de que muchos votantes burgueses eligieron el DDP por razones tácticas. En los círculos burgueses, se esperaba que después de la elección, la SPD formaría una coalición con el DDP. A menudo, no por la proximidad básica al liberalismo de izquierda, sino para fortalecer la parte burguesa del futuro gobierno, muchos votantes optaron por el DDP. Durante la campaña electoral, el DDP se diferenció deliberadamente del SPD al actuar como favorable a la propiedad privada. Así tuvo éxito en la vieja y nueva clase media.
En general, los partidos contrarios a la república tuvieron un mal desempeño. Las fuerzas políticas que abogaban por una reorganización política, por otro lado, tenían a la mayoría de los votantes detrás de ellos. En su núcleo, también se había demostrado que el sistema de partidos al comienzo de la república era básicamente el mismo que el del imperio. Los campos políticos han cambiado parcialmente los nombres de los partidos, pero se han mantenido como tales. Sin embargo, el sistema de partidos también se había diferenciado, por ejemplo, por la separación del USPD y el KPD en el campo socialista, o el BVP en el campo católico. Cabe destacar que muchos partidos derechistas se autodenominaron Partido Popular. El término conservador y liberal desapareció de los nombres de los partidos.

## Consecuencias
La Asamblea Nacional se constituyó el 6 de febrero de 1919 en la ciudad de Weimar. El resultado final fue una coalición entre el SPD, el Zentrum y el DPP. El SPD y el USPD mantuvieron, en teoría, una relación de "partidos hermanos" nominal, a pesar de los constantes choques entre ellos. A pesar de la gran victoria de los partidos demócratas y republicanos, la formación del gobierno no fue fácil. Aunque el SPD y el DPP habrían podido formar gobierno por sí solos, el DPP exigió la presencia del Zentrum para impedir una posible dominación socialdemócrata (juntos, el DPP y el Zentrum superaban al SPD en escaños). De hecho, el Zentrum y el DPP discutieron largamente la posibilidad de formar gobierno solos en coalición con los demás partidos monárquicos y nacionalistas.
El 10 de febrero, se aprobó la Ley sobre el Poder Temporal Imperial. El 11 de febrero, Friedrich Ebert fue elegido Presidente Imperial por aplastante margen, y encomendó a Philipp Scheidemann, también del SPD, la tarea de formar el nuevo gobierno. La elección a la Asamblea Nacional, la elección del Presidente y la designación del gobierno Scheidemann marcó el final del período revolucionario.